# Bonnefamille
Bonnefamille est une commune française située dans le département de l'Isère, en région Auvergne-Rhône-Alpes.
Bien que située à proximité de l'agglomération berjalienne, la commune est membre de Collines Isère Nord Communauté, dont le siège est situé à Heyrieux.
Bonnefamille, dénommée sous l'appellation de Menufamille ou MenueFamille durant l'Ancien Régime, est historiquement rattachée de la province royale du Dauphiné et ses habitants sont dénommés les Bonnefamiliens.

## Géographie

### Localisation
Le village se trouve dans le département français de l'Isère, dans la région du Bas-Dauphiné, dénommé également sous le terme de Nord-Isère. 
Le bourg est situé à 83 km de Grenoble, préfecture du département de l'Isère, 34 km de Lyon, chef-lieu de la Région Auvergne-Rhône-Alpes, 308 km de Marseille et 503 km de Paris, par la route. Le centre de la commune est également situé à 15,7 km de Bourgoin-Jallieu, principale ville de son secteur.

### Géologie et relief

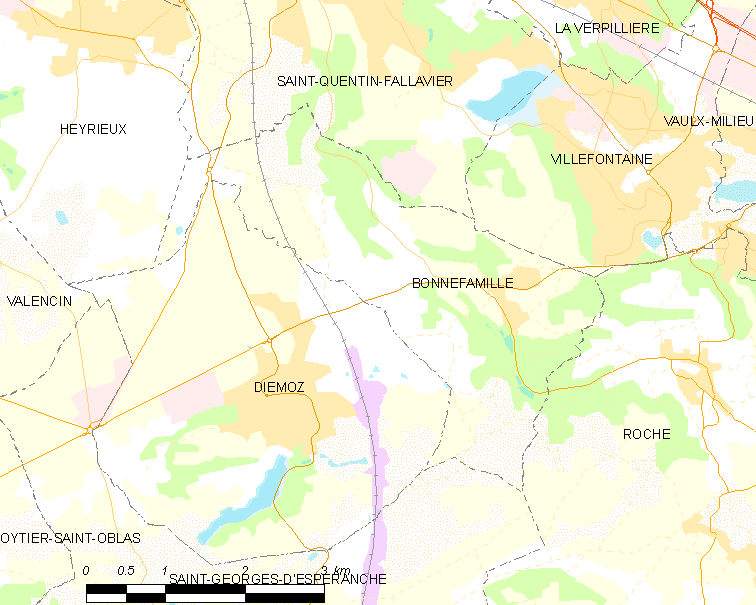
Carte de Bonnefamille et des communes limitrophes.

Le village de Bonnefamille se situe entre la plaine de Lyon et la bordure occidentale du plateau du Bas-Dauphiné qui recouvre toute la partie iséroise où il n'y a pas de massifs montagneux.
Le plateau se confond donc avec les Terres froides, région naturelle qui est composée essentiellement de collines de basse ou moyenne altitude et des longues vallées et plaines. L'ouest de ce secteur correspond à la plaine lyonnaise.

### Climat
Pour des articles plus généraux, voir Climat d'Auvergne-Rhône-Alpes et Climat de l'Isère.
En 2010, le climat de la commune est de type climat des marges montargnardes, selon une étude du Centre national de la recherche scientifique s'appuyant sur une série de données couvrant la période 1971-2000. En 2020, Météo-France publie une typologie des climats de la France métropolitaine dans laquelle la commune est dans une zone de transition entre le climat semi-continental et le climat de montagne et est dans la région climatique Moyenne vallée du Rhône, caractérisée par un bon ensoleillement en été (fraction d’insolation > 60 %), une forte amplitude thermique annuelle (4 à 20 °C), un air sec en toutes saisons, orageux en été, des vents forts (mistral), une pluviométrie élevée en automne (250 à 300 mm).
Pour la période 1971-2000, la température annuelle moyenne est de 11,3 °C, avec une amplitude thermique annuelle de 17,8 °C. Le cumul annuel moyen de précipitations est de 970 mm, avec 8,9 jours de précipitations en janvier et 6,6 jours en juillet. Pour la période 1991-2020, la température moyenne annuelle observée sur la station météorologique de Météo-France la plus proche, « Bourgoin », sur la commune de Bourgoin-Jallieu à 12 km à vol d'oiseau, est de 12,4 °C et le cumul annuel moyen de précipitations est de 844,0 mm,. Pour l'avenir, les paramètres climatiques de la commune estimés pour 2050 selon différents scénarios d'émission de gaz à effet de serre sont consultables sur un site dédié publié par Météo-France en novembre 2022.

### Hydrographie
Le territoire de la commune est traversé par le ruisseau du Bivet d'une longueur de 16,7 km selon un axe nord-sud. Ce modeste cours d'eau est un affluent de la Bourbre, mais il est lui-même sans affluent.
Le ruisseau du Bivet traverse cependant quelques étangs dont l'étang des Dames.

### Voies de communication et transport

#### Voies routières

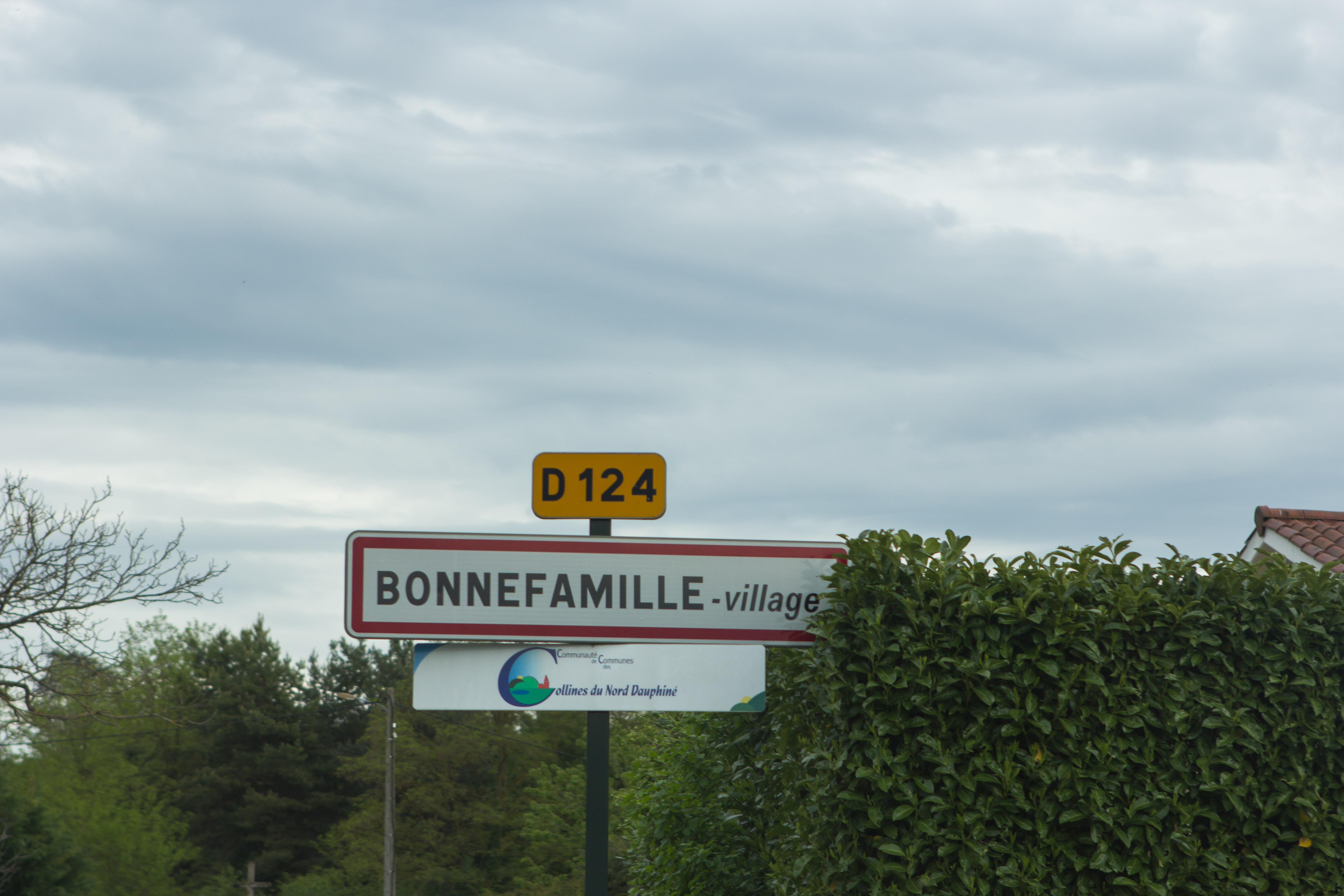
Panneau d'entrée de Bonnefamille sur la RD124.

Le bourg de Bonnefamille et ses hameaux se situe à l'écart des grands axes routiers, mais il reste facilement accessible aux véhicules automobiles, notamment depuis l'autoroute A43 qui relie Lyon à Modane et qui permet de rejoindre directement les agglomérations de Grenoble, de Chambéry et l'aéroport de Lyon-Saint-Exupéry. Une sortie située à Villefontaine permet de rejoindre le bourg en empruntant la RD318, la RD313 et la RD36.
- 6 à 25 km : Villefontaine, La Verpillière, Vaulx-Milieu, L'Isle-d'Abeau-Parc Technologique

Le territoire communal est traversé par la RD36 qui relie le bourg et de nombreux hameaux aux communes de Diémoz (jonction avec la RD75) et de Villefontaine (jonction avec la RD1006, ancienne RN6) mais aussi par la RD124 qui passe devant le château de Moidière.

#### Transports publics

##### Transport ferroviaire
La gare ferroviaire la plus proche de la commune est la gare de La Verpillière, desservie par des trains TER Auvergne-Rhône-Alpes.

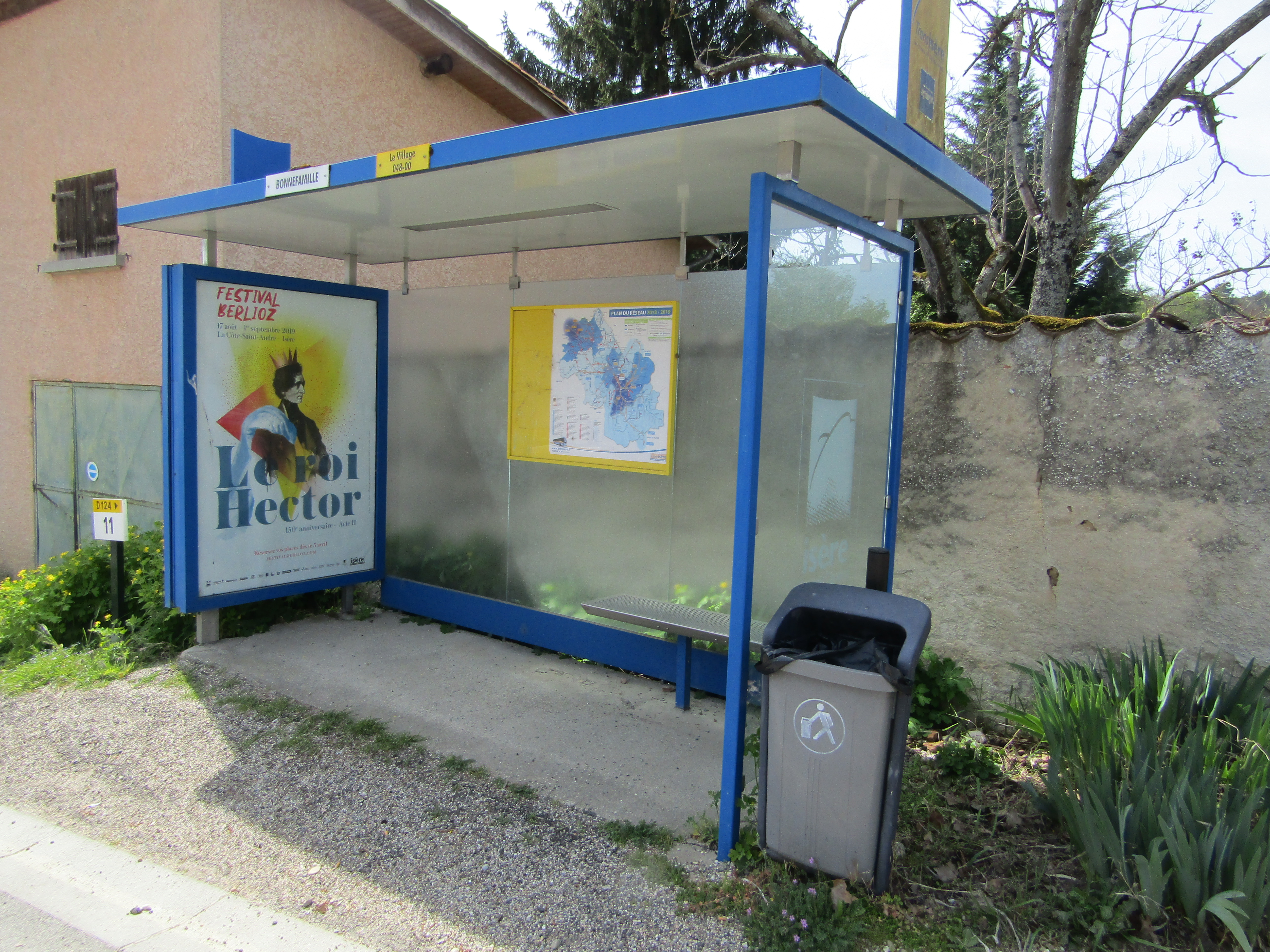
Arrêt de car du village de Bonnefamille (ligne Transisère)

##### Transport routier
En 2019, la commune est desservie par deux lignes d'autocars du réseau interurbain de l'Isère, plus connu sous le nom de Transisère.
- la ligne de « proximité » 2070 : Valencin ↔ Roche ↔ Bourgoin-Jallieu
- la ligne régulière « Intercités » 2990 : Vienne ↔ L'Isle-d'Abeau ↔ Bourgoin-Jallieu

## Urbanisme

### Typologie
Au 1er janvier 2024, Bonnefamille est catégorisée commune rurale à habitat dispersé, selon la nouvelle grille communale de densité à sept niveaux définie par l'Insee en 2022.
Elle est située hors unité urbaine. Par ailleurs la commune fait partie de l'aire d'attraction de Lyon, dont elle est une commune de la couronne,. Cette aire, qui regroupe 397 communes, est catégorisée dans les aires de 700 000 habitants ou plus (hors Paris),.

### Occupation des sols
L'occupation des sols de la commune, telle qu'elle ressort de la base de données européenne d’occupation biophysique des sols Corine Land Cover (CLC), est marquée par l'importance des territoires agricoles (65 % en 2018), en diminution par rapport à 1990 (68,1 %). La répartition détaillée en 2018 est la suivante : 
terres arables (29,8 %), forêts (28,7 %), zones agricoles hétérogènes (19,8 %), prairies (15,4 %), zones urbanisées (6,3 %). L'évolution de l’occupation des sols de la commune et de ses infrastructures peut être observée sur les différentes représentations cartographiques du territoire : la carte de Cassini (XVIIIe siècle), la carte d'état-major (1820-1866) et les cartes ou photos aériennes de l'IGN pour la période actuelle (1950 à aujourd'hui).

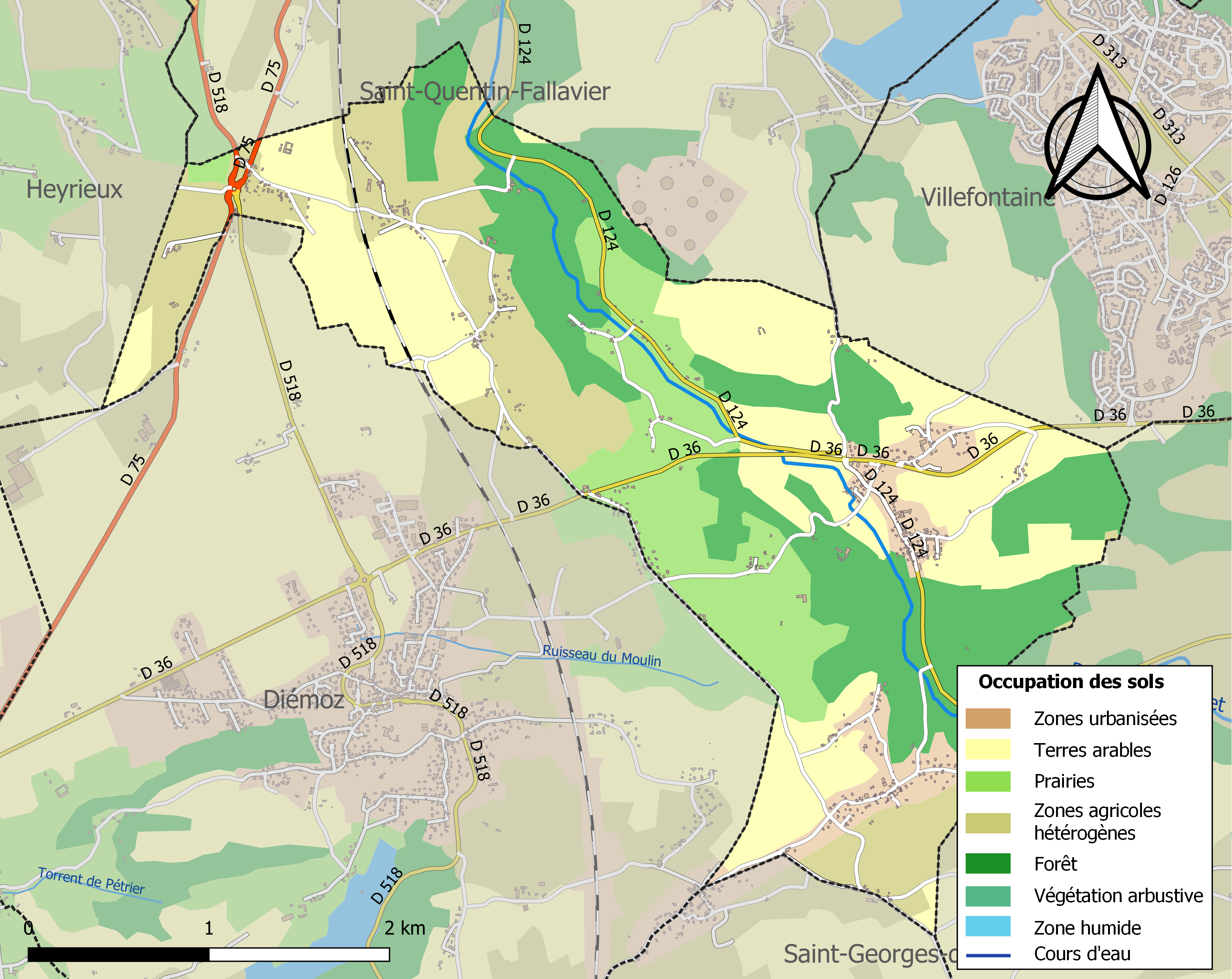
Carte des infrastructures et de l'occupation des sols de la commune en 2018 (CLC).

### Morphologie urbaine
Présenté comme une commune rurale sur son site officiel, Bonnefamille est constitué d'un bourg entouré de nombreux hameaux, l'ensemble étant structuré en quelques bâtiments de ferme (dont certaines sont encore en activité), entourés d’un certain nombre de maisons rurales et de petites maisons individuelles de construction récente. La ville a vu sa population augmenter de façon constante, celle-ci étant située à proximité de l'ancienne ville nouvelle de L'Isle-d'Abeau.

### Hameaux, lieux-dits et écarts
Voici, ci-dessous, la liste la plus complète possible des divers hameaux, quartiers et lieux-dits résidentiels urbains comme ruraux qui composent le territoire de la commune de Bonnefamille, présentés selon les références toponymiques fournies par le site géoportail de l'Institut géographique national. 
| - L'Alouette - Ponas - le Bivet - les Pires - Maison Brossard - le Larnuse | - Maison Guédy - les Sétives - Chavant - les Cruis - le Crouzat - les Allouets | - le Triève - Gillet - la Garenne - le Grand Chemin - Beausoleil - les Crozes - les Eynards | - le Thévénard - Moidière (Château) - En Benoît - Meurand - la Tour - les Moutons | - les Fontaines - la Cornière - le Petit Bois - Verday - Vignieu - Giraudière |

### Risques naturels et technologiques

#### Risques sismiques
L'ensemble du territoire de la commune de Bonnefamille est situé en zone de sismicité no 3 (sur une échelle de 1 à 5), comme la plupart des communes de son secteur géographique.
| Type de zone | Niveau            | Définitions (bâtiment à risque normal) |
| ------------ | ----------------- | -------------------------------------- |
| Zone 3       | Sismicité modérée | accélération = 1,1 m/s2                |

## Toponymie
Selon André Planck, auteur d'un livre sur la toponymie des communes de l'Isère, le village se dénommait Menuefamile (ou Menufamille) jusqu'en 1825, année où le village prit le nom de Bonnefamille. Au Moyen Âge un château en bois se situait à l'emplacement de l'église (ancienne motte castrale) et dans lequel vivaient le seigneur des lieux, sa famille et ses gens. Cette petite communauté se dénommait « Familia ». À la suite d'une attaque des sarrasins en 936, celle-ci fut décimée et se trouva réduite, d'où le nom de « Minuta familia » (du latin « minutus » signifiant réduit) donné au lieu et qui donné au fil du temps le terme Menufamille.
Le nom du hameau de Ponas, ancienne paroisse indépendante de Menufamille/Bonnefamille doit son nom à la déesse de la mythologie celtique gauloise, Epona.

## Histoire

### Préhistoire et Antiquité

#### Préhistoire
En 1933 et en 1945, au niveau du hameau de Ponas, une vingtaine de sépultures dont dix en pleine terre et orientées à l'ouest ont été fouillées par une section locale de paléontologie. Ces sépultures, estimées d'origine médiévales, recouvraient des niveaux beaucoup plus anciens datant du Néolithique final et du Bronze Moyen. Le site contenait une pointe de flèche en silex, des fragments de céramique noire et un foyer indiquant une présence humaine durant cette période.

#### Antiquité

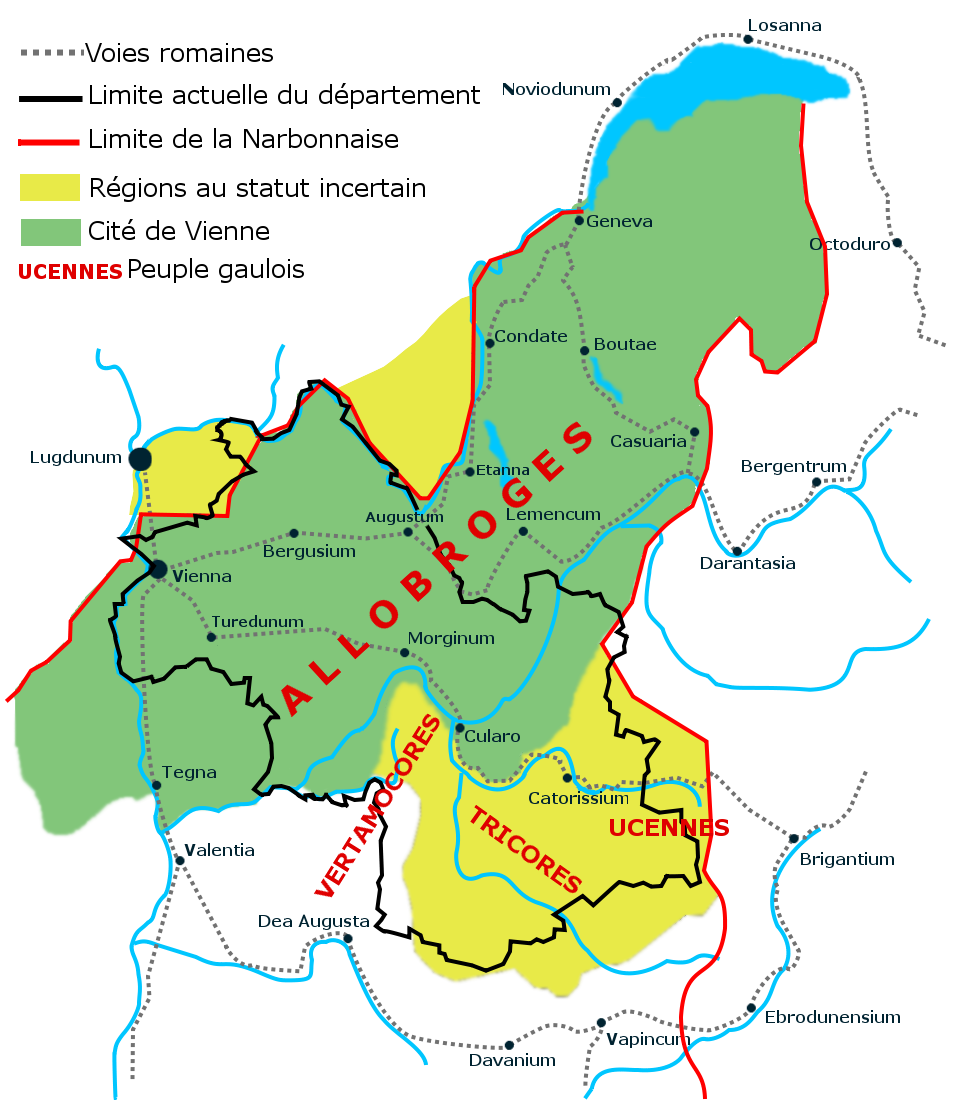
Territoire des Allobroges

Le secteur actuel de Bonnefamille se situe à l'ouest du territoire antique des Allobroges, ensemble de tribus gauloises occupant l'ancienne Savoie, ainsi que la partie du Dauphiné située au nord de la rivière Isère.
Bonnefamille était située sur le tracé de la Via Agrippa entre Vienne et Bourgoin. Des tronçons de cette voie se verraient encore au bas de la route actuelle. Après avoir traversé le Vallon de Bonnefamille, la voie passait au pied de la butte ou se situe le bourg. À l’endroit dénommé « la Taverne » se situe un embranchement d'un chemin ancien en direction de Villefontaine et de Fallavier et, à proximité, le tronçon de la vieille route montre encore son pavage ancien[source insuffisante].

### Moyen Âge et Renaissance
En 517, Apollinaire de Valence participe au concile de Ponas ou concile d'Épaone organisé par Viventiole de Lyon, sous l'autorité de Sigismond, roi des Burgondes de 516 à 523. Ce fait est confirmé par l'historien dauphinois Nicolas Chorier, bien que d'autres sources indiquent d'autres lieux d'accueil pour ce concile.
Durant l'Ancien Régime, la paroisse portait le nom de Menufamille. Celle-ci faisait partie du diocèse et de l'élection de Vienne, mais du parlement et de l'intendance de Grenoble. Le village de Ponas, devenu ensuite simple hameau de la commune, formait une paroisse séparée.

### Temps Modernes
En 1655, le domaine de la Moidière est racheté par les Guillet de la Platière qui changeront leur nom en Guillet de Moidière. Nicolas Scipion Guillet de Moidière, maréchal de batailles des armées de Louis XIV entreprend la construction du château.
Le 12 septembre 1780, la famille de Talleyrand-Périgord cède les terres et la seigneurie de Menufamille à la famille Guillet-Moidière.

### Époque contemporaine

#### La Révolution française

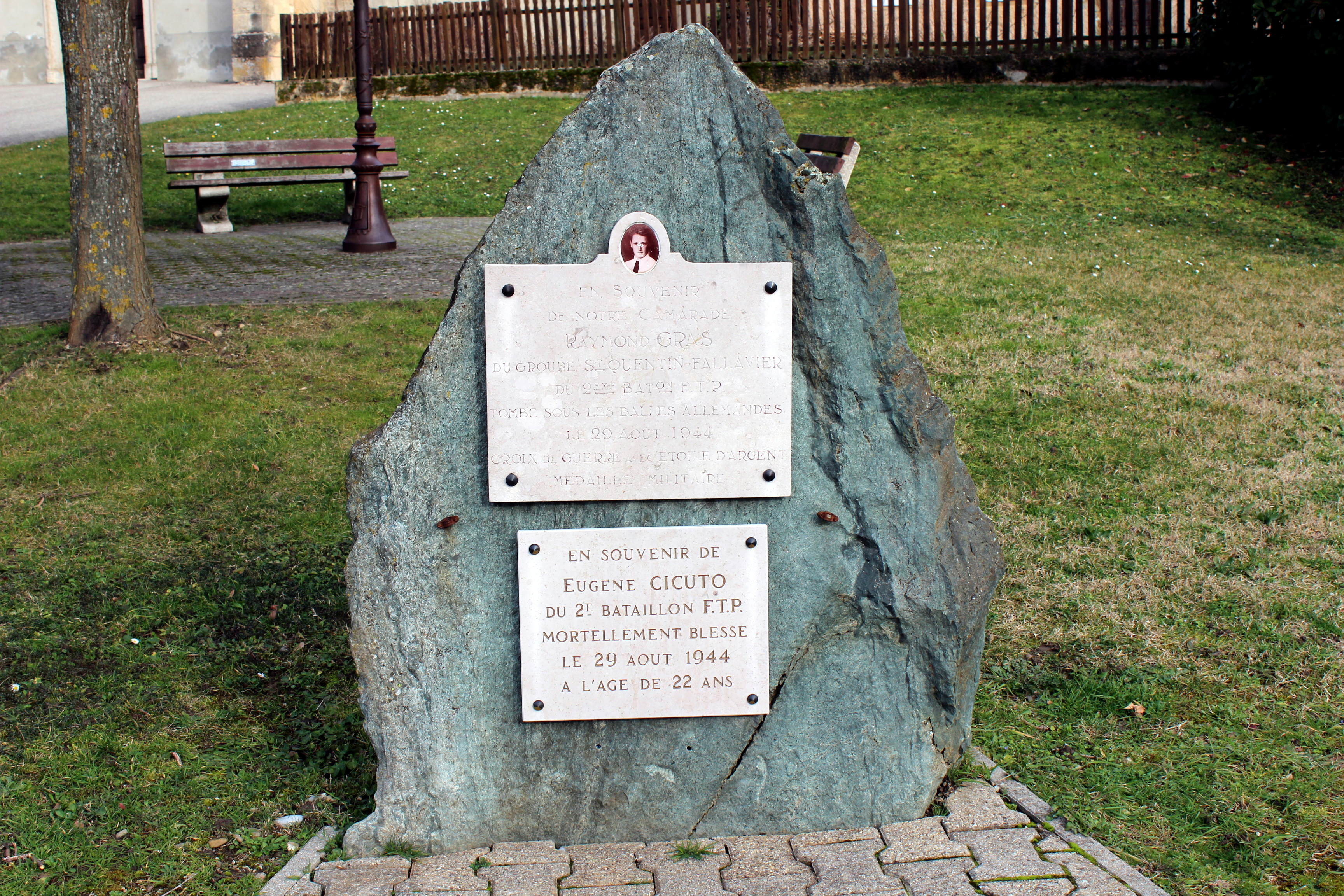
Plaque à la mémoire d'Eugène Cicuto, victime des combats contre les troupes allemandes en 1944, lors de la libération du canton.

Lors de la période de la Grande Peur, des paysans locaux effrayés par les rumeurs de brigandage qu'ils estimèrent propagés par la noblesse, décidèrent de s'attaquer aux demeures et aux biens des seigneurs locaux et s'en prirent dans la soirée du 28 juillet, au château de Moidière, puis ils brûlèrent la maison de Guillet de la Platière. Selon un témoignage de l'époque, « Le feu fut mis au château par un nommé Boulu de Diémoz qui ensuite a été tué d’un coup de pistolet par un dragon »[source insuffisante].

#### LeXIXesiècle
En 1811, Othon Guillet de Moidière revint à Menufamille son père Nicolas étant décédé en 1798. Il entreprit la restauration du château et fut élu maire de la commune de 1840 à 1848.
Le 8 juin 1825, la commune, qui s'appelait auparavant Menu-Famille, change de nom par ordonnance du roi Charles X et devient Bonne-Famille,.

#### La Seconde guerre mondiale
Le 29 août 1944 des combats opposent l'armée allemande aux troupes de l'armée de libération et celle de la Résistance locale qui progressent vers Lyon après avoir contourné le secteur du canton de La Verpillère.
Une stèle installée au cœur de la commune, à proximité immédiate de l'église Saint-Antoine permet de connaître le nom de certaines victimes liées aux combats.

#### LeXXIesiècle
Entre 2003 et 2006, la bande organisée d'abord dénommée sous le nom de « gang des mécanos » puis sous le nom de « gang des souris vertes » procèdent à de nombreuses attaques de banques et de fourgons de transport de fonds sur le territoire français.
Le 30 mars 2006 une attaque dans la commune voisine de La Verpillière va entraîner la fin de l'aventure pour les membres du gang : un convoyeur de fonds s'échappe et réussit à donner l'alarme et les gendarmes réussissent à intercepter la voiture des gangsters entraînant l'arrestation de trois hommes sur le territoire de Bonnefamille et le suicide de leur chef.

## Politique et administration

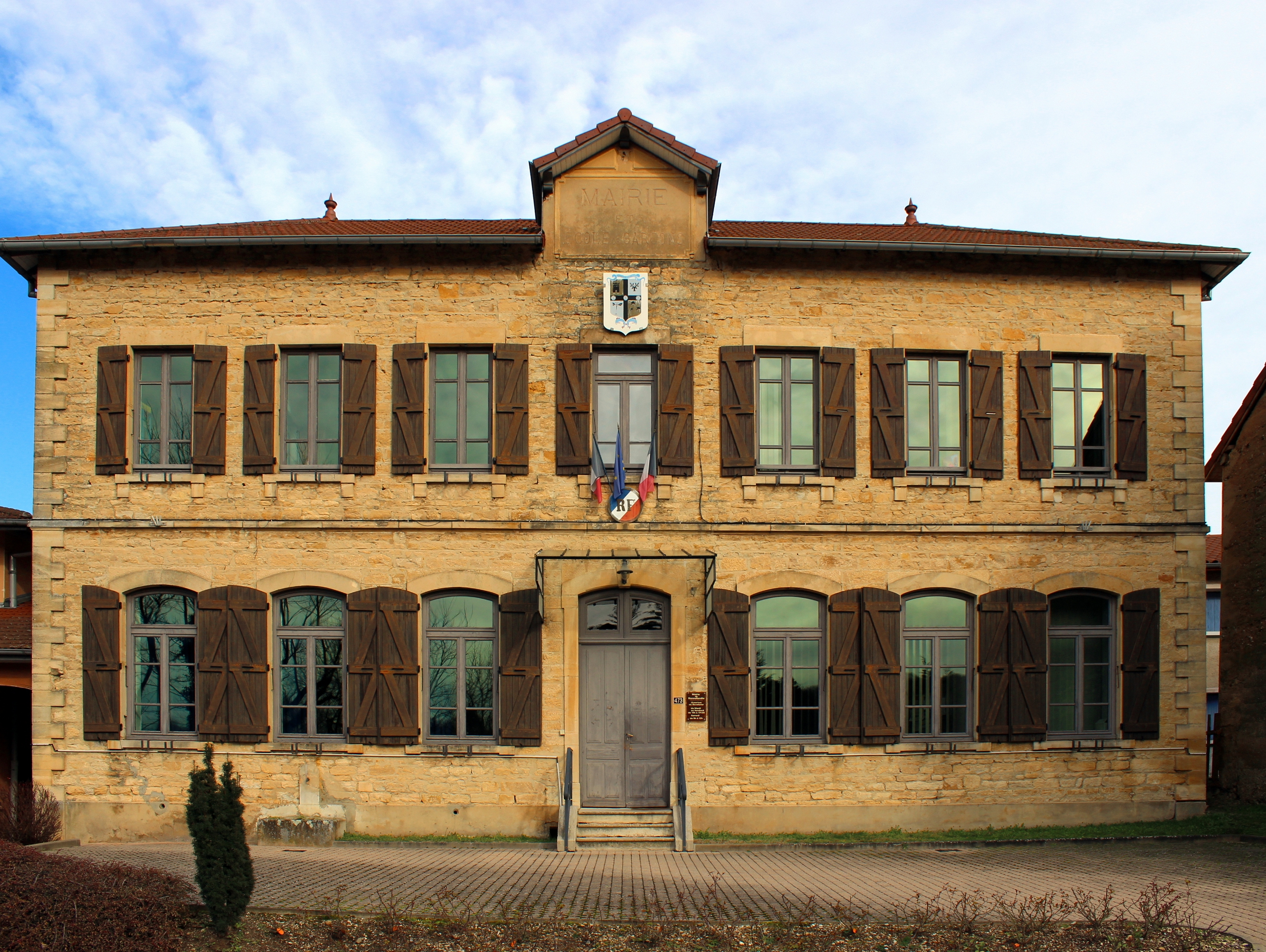
Hôtel de ville de Bonnefamille

### Administration municipale
En 2019, le conseil municipal est composé de quinze membres (neuf hommes et cinq femmes) dont un maire, quatre adjoints au maire et dix conseillers municipaux.

### Liste des maires
| Période | Période  | Identité                                   | Étiquette | Qualité                                  |
| ------- | -------- | ------------------------------------------ | --------- | ---------------------------------------- |
| 1792    | 1795     | Claude Ravet                               |           |                                          |
| 1795    | 1797     | François Vacher                            |           |                                          |
| 1797    | 1808     | Guillaume Constantin                       |           |                                          |
| 1808    | 1814     | François Vacher                            |           |                                          |
| 1814    | 1830     | Marie Laurent Othon de Guillet de Moidière |           |                                          |
| 1830    | 1841     | Jérôme Vacher                              |           |                                          |
| 1841    | 1848     | Marie Laurent Othon de Guillet de Moidière |           |                                          |
| 1848    | 1875     | Victor de Murat                            |           |                                          |
| 1875    | 1888     | Henri Marie Armand Dugon                   |           |                                          |
| 1888    | 1898     | Jean-Pierre Morin                          |           |                                          |
| 1898    | 1900     | Jean Constantin                            |           |                                          |
| 1900    | 1925     | Joseph antoine Durand                      |           |                                          |
| 1929    | 1945     | Pierre Morin                               |           |                                          |
| 1945    | 1946     | Jean Charles Wastel                        |           |                                          |
| 1946    | 1947     | Alfred Badin                               |           |                                          |
| 1947    | 1964     | Louis Guédy                                |           |                                          |
| 1964    | 1971     | François Devienne                          |           |                                          |
| 1971    | 1974     | Henri Durand                               |           |                                          |
| 1974    | 1995     | Lucien Perrin                              |           |                                          |
| 1995    | 2015     | Denis Vernay                               | PS        | Retraité, conseiller général (1998-2015) |
| 2015    | En cours | André Quemin                               | LR        | Retraité                                 |

### Tendances politiques et résultats
| Scrutin             | Scrutin             | 1er tour | 1er tour | 1er tour | 1er tour | 1er tour | 1er tour | 1er tour | 1er tour  | 1er tour | 1er tour | 1er tour | 1er tour | 2d tour | 2d tour | 2d tour | 2d tour | 2d tour | 2d tour |
| Scrutin             | Scrutin             | 1er      | 1er      | %        | 2e       | 2e       | %        | 3e       | 3e        | %        | 4e       | 4e       | %        | 1er     | 1er     | %       | 2e      | 2e      | %       |
| ------------------- | ------------------- | -------- | -------- | -------- | -------- | -------- | -------- | -------- | --------- | -------- | -------- | -------- | -------- | ------- | ------- | ------- | ------- | ------- | ------- |
| Présidentielle 2017 | Présidentielle 2017 |          | FN       | 26,66    |          | EM       | 26,22    |          | LFI       | 17,58    |          | LR       | 14,27    |         | EM      | 60,31   |         | FN      | 39,69   |
| Présidentielle 2022 | Présidentielle 2022 |          | RN       | 30,48    |          | LREM     | 26,42    |          | LFI       | 16,26    |          | REC      | 7,55     |         | LREM    | 51,68   |         | RN      | 48,32   |
| Législatives 2022   | 10e                 |          | Ren-Ens  | 27,17    |          | RN       | 26,94    |          | LFI-Nupes | 21,00    |          | LR       | 10,05    |         | Ren     | 52,20   |         | RN      | 47,80   |
| Législatives 2024   | 10e                 |          | RN       | 42,60    |          | Ren-Ens  | 27,66    |          | LFI-NFP   | 20,56    |          | LR       | 6,66     |         | RN      | 59,76   |         | LFI     | 40,24   |

## Population et société

### Démographie
L'évolution du nombre d'habitants est connue à travers les recensements de la population effectués dans la commune depuis 1793. Pour les communes de moins de 10 000 habitants, une enquête de recensement portant sur toute la population est réalisée tous les cinq ans, les populations de référence des années intermédiaires étant quant à elles estimées par interpolation ou extrapolation. Pour la commune, le premier recensement exhaustif entrant dans le cadre du nouveau dispositif a été réalisé en 2004.

En 2022, la commune comptait 1 094 habitants, en évolution de −1,17 % par rapport à 2016 (Isère : +3,07 %, France hors Mayotte : +2,11 %).
| 1793 | 1800 | 1806 | 1821 | 1831 | 1836 | 1841 | 1846 | 1851 |
| ---- | ---- | ---- | ---- | ---- | ---- | ---- | ---- | ---- |
| 395  | 417  | 500  | 604  | 555  | 644  | 755  | 796  | 797  |

| 1856 | 1861 | 1866 | 1872 | 1876 | 1881 | 1886 | 1891 | 1896 |
| ---- | ---- | ---- | ---- | ---- | ---- | ---- | ---- | ---- |
| 717  | 672  | 650  | 621  | 630  | 624  | 600  | 584  | 531  |

| 1901 | 1906 | 1911 | 1921 | 1926 | 1931 | 1936 | 1946 | 1954 |
| ---- | ---- | ---- | ---- | ---- | ---- | ---- | ---- | ---- |
| 547  | 532  | 511  | 448  | 462  | 413  | 354  | 292  | 321  |

| 1962 | 1968 | 1975 | 1982 | 1990 | 1999 | 2004  | 2006  | 2009  |
| ---- | ---- | ---- | ---- | ---- | ---- | ----- | ----- | ----- |
| 328  | 321  | 409  | 585  | 787  | 927  | 1 029 | 1 043 | 1 017 |

| 2014  | 2019  | 2022  | - | - | - | - | - | - |
| ----- | ----- | ----- | - | - | - | - | - | - |
| 1 083 | 1 073 | 1 094 | - | - | - | - | - | - |

### Enseignement

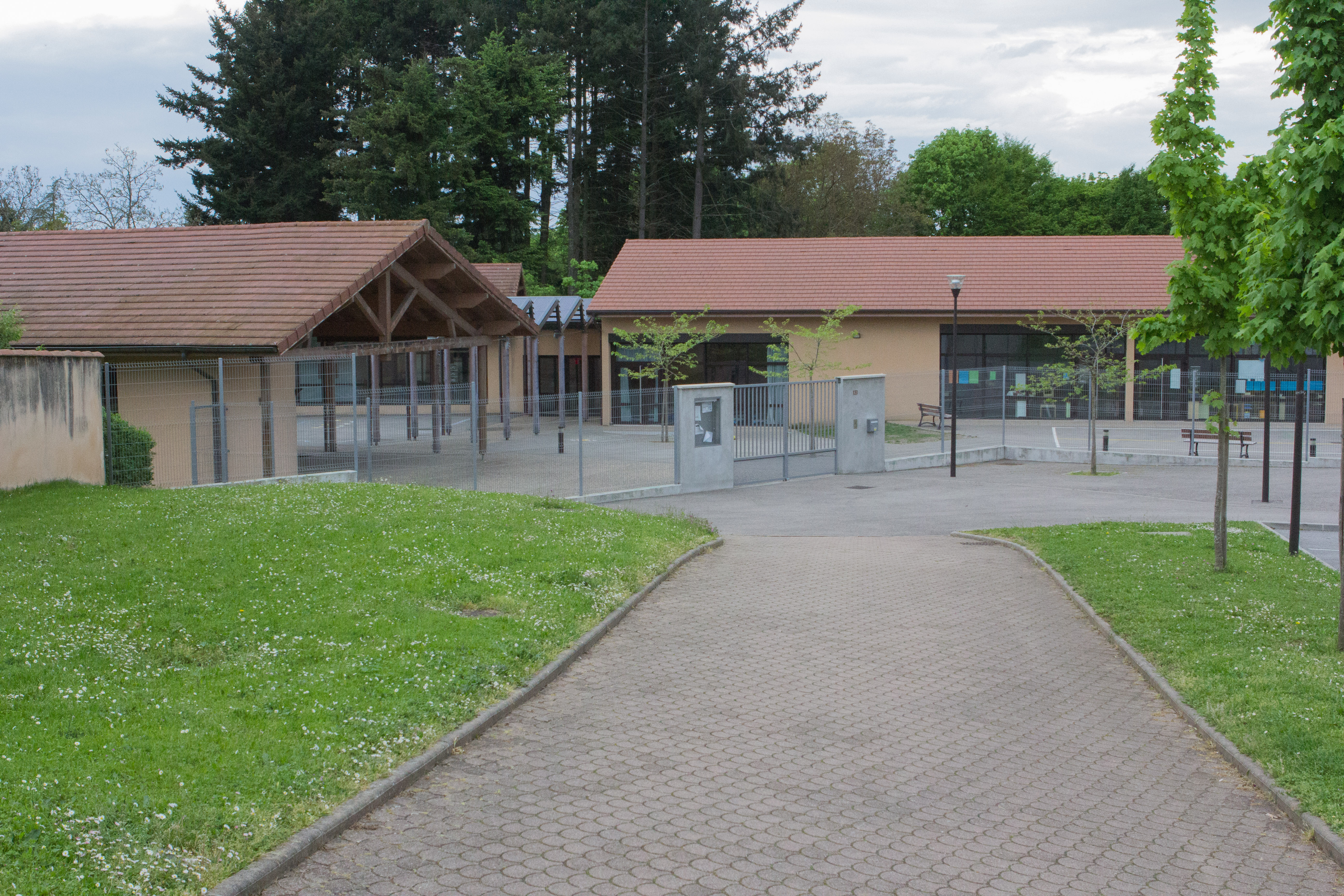
École de Bonnefamille

La commune de Bonnefamille est rattachée à l'académie de Grenoble. L'unique école maternelle et élémentaire compte plusieurs classes avec un effectif de 132 élèves à la rentrée 2018.

### Équipement sanitaire et social
Le centre hospitalier le plus proche de la commune est le CHPO, situé sur la commune de Bourgoin-Jallieu.

### Équipement sportifs et culturels

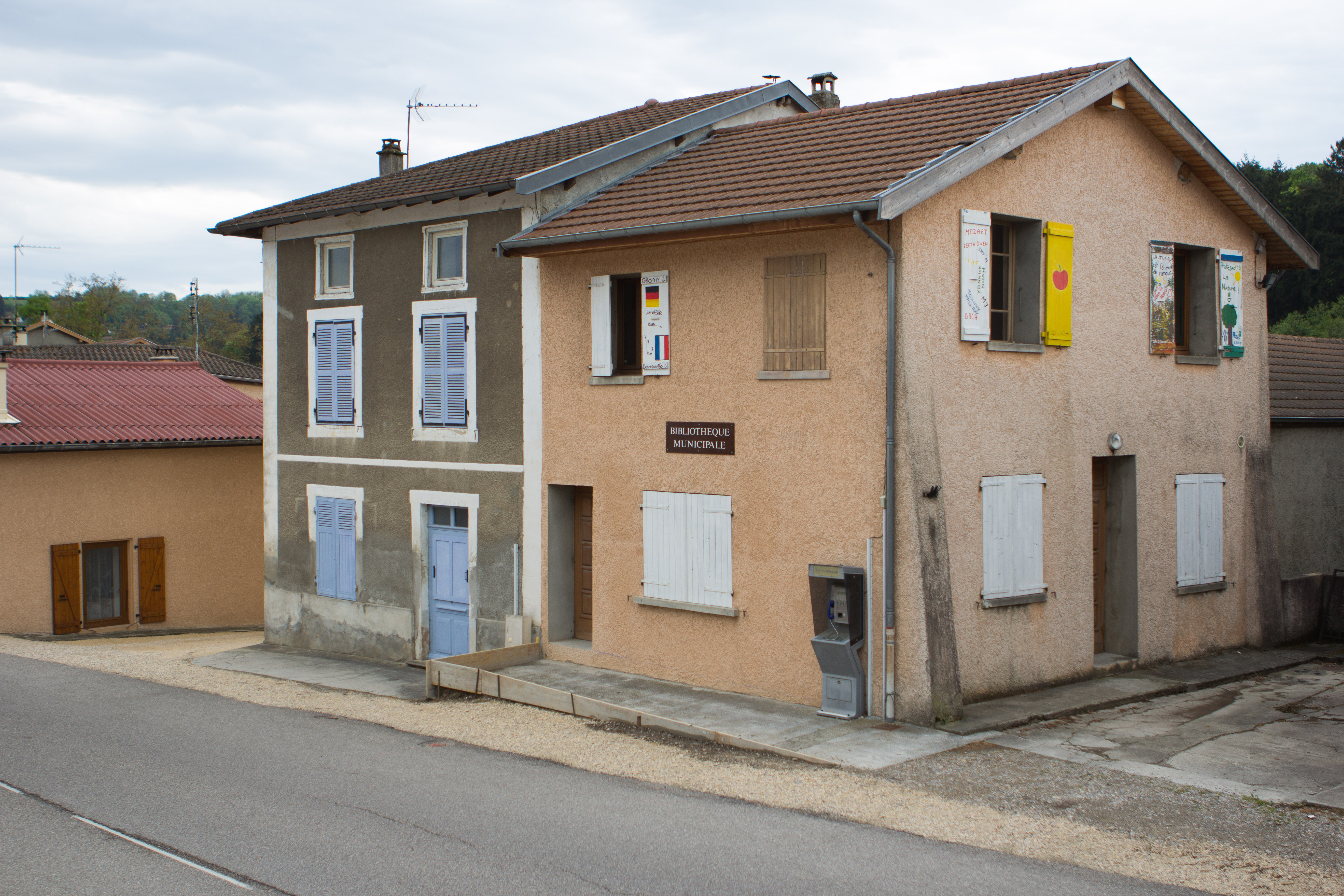
Bibliothèque municipale

La mairie gère une salle d'animation rurale mise à la disposition des associations ainsi qu'une médiathèque qui fait partie du réseau des médiathèques de la Communauté de Communes des Collines du Nord-Dauphiné.

### Médias

#### Presse écrite
Historiquement, le quotidien à grand tirage Le Dauphiné libéré consacre, chaque jour, y compris le dimanche, dans son édition du Nord-Isère, un ou plusieurs articles à l'actualité du canton et quelquefois de la commune, ainsi que des informations sur les éventuelles manifestations locales, les travaux routiers, et autres événements divers à caractère local.

#### Presse audiovisuelle
La commune est située sur l'aire de diffusion de radio Ici Isère, une radio publique qui émet sur tout le territoire du département de l'Isère.

### Cultes

#### Culte catholique
La communauté catholique, l'église de Bonnefamille (propriété de la commune) ainsi que la congrégation des Petites Sœurs de l'Évangile, installée dans la commune depuis plus de cinquante ans, dépendent de la paroisse Saint-Paul-des-Quatre-vents qui recouvrent dix communes. Cette paroisse est elle-même rattachée au diocèse de Grenoble-Vienne.

## Culture locale et patrimoine

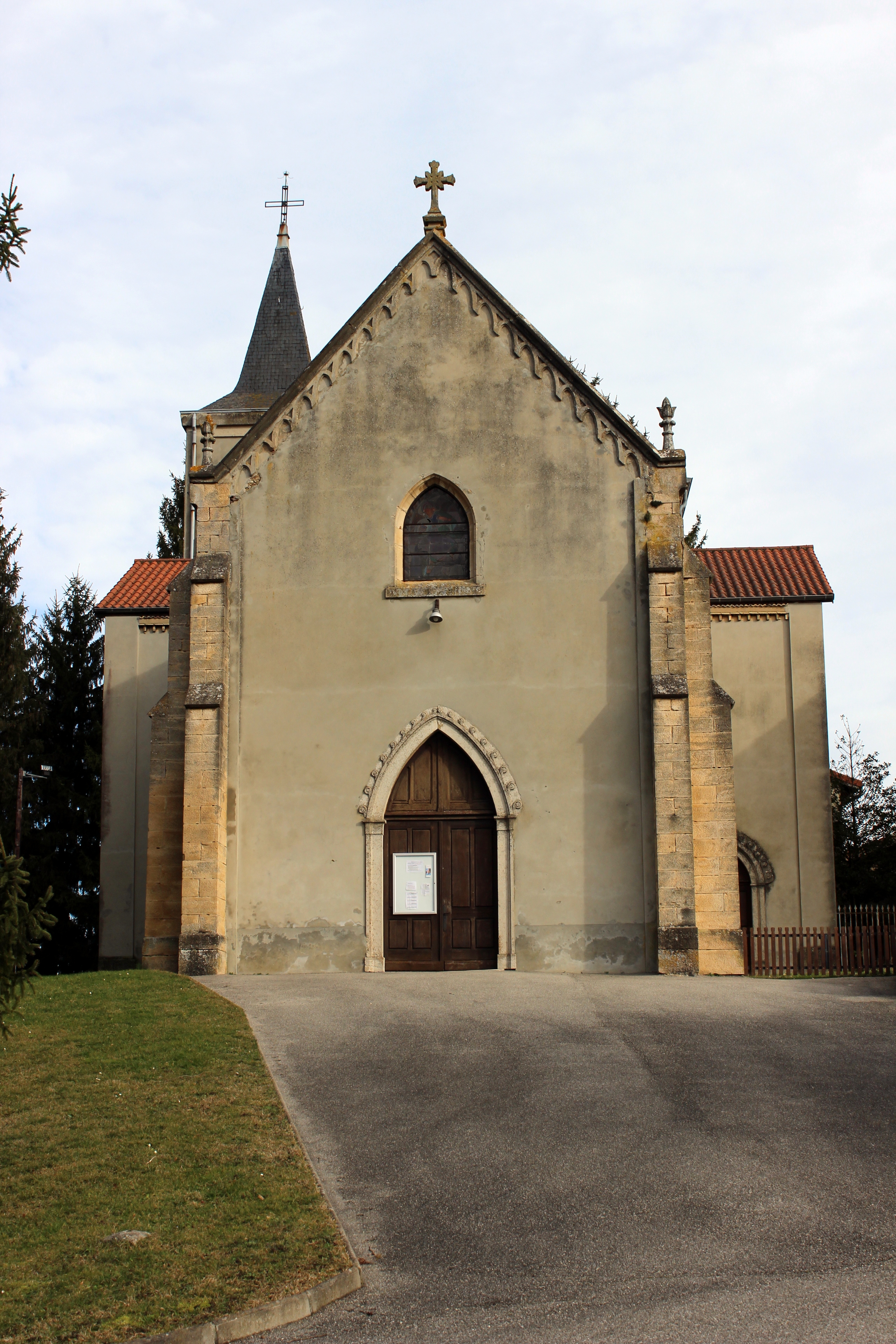
L'église.

### Patrimoine architectural

#### L'église Saint-Antoine
Cette église paroissiale est un édifice de rite catholique en forme de croix latine. Elle a été édifiée sur le site de l'ancienne chapelle de Menufamille (dite « chapelle St-Jean et St-Roch » fondée au XVIe siècle par Jean des Moidières) et date de la première moitié du XIXe siècle.
Ce bâtiment a bénéficié de nombreuses réparations au cours du XIXe siècle, dont celle du clocher en 1856

#### Le château de Moidière
Construit vers 1660, ce château ainsi que son parc sont répertoriés à l'inventaire des monuments historiques et à l'inventaire général du patrimoine culturel. La bibliothèque, le vestibule, l'escalier, l'élévation, la rampe d'appui, la toiture et le décor intérieur font l'objet d'une inscription par arrêté du 21 mars 1983.
Le château de Moidière est agrémenté d'un parc de trente hectares comprenant des bois et des étangs animalier ainsi qu'une réserve naturelle.

#### La grange de Bonnefamille
La grange de Bonnefamille, dont l’origine a été estimée autour vers 1150, semble être liée au développement de l’abbaye cistercienne de Bonnevaux située plus au sud. Il s'agit d'un simple bâtiment comprenant plusieurs corps de bâtiments, la grange remplissait une fonction économique locale ainsi qu'un moyen de pouvoir faire face aux périodes de disette.
La grange proprement dite se présente sous la forme d'un bâtiment à trois nefs séparées par deux rangées de poteaux avec une charpente chevillée, avec des poutres en chêne, rénovée en 1432. L'ensemble a été rachetée par la commune en 2003 et a bénéficié d’une restauration en 2006 par des compagnons charpentiers.

#### La Maison Vacher dit «Château de l'Alouette»
Les bâtiments de la propriété Vacher, situé à proximité du hameau de L'Alouette, date pour la plupart de la seconde moitié du XIXe siècle. L'ensemble architectural compte trois cours et s'ouvre à l'ouest sur un vaste parc arboré comprenant une ancienne serre chauffée. 
Le bâtiment d'habitation de plan rectangulaire présente, au niveau du parc, une façade composée série de portes-fenêtres en rez-de-chaussée, des cordons d'appui séparant les étages, baies à chambranle mouluré. L'intérieur conserve des boiseries et plusieurs cheminées d'époque. Une crête faîtière et deux épis en terre cuite dominent le bâtiment.

Quelques photos du village de Bonnefamille
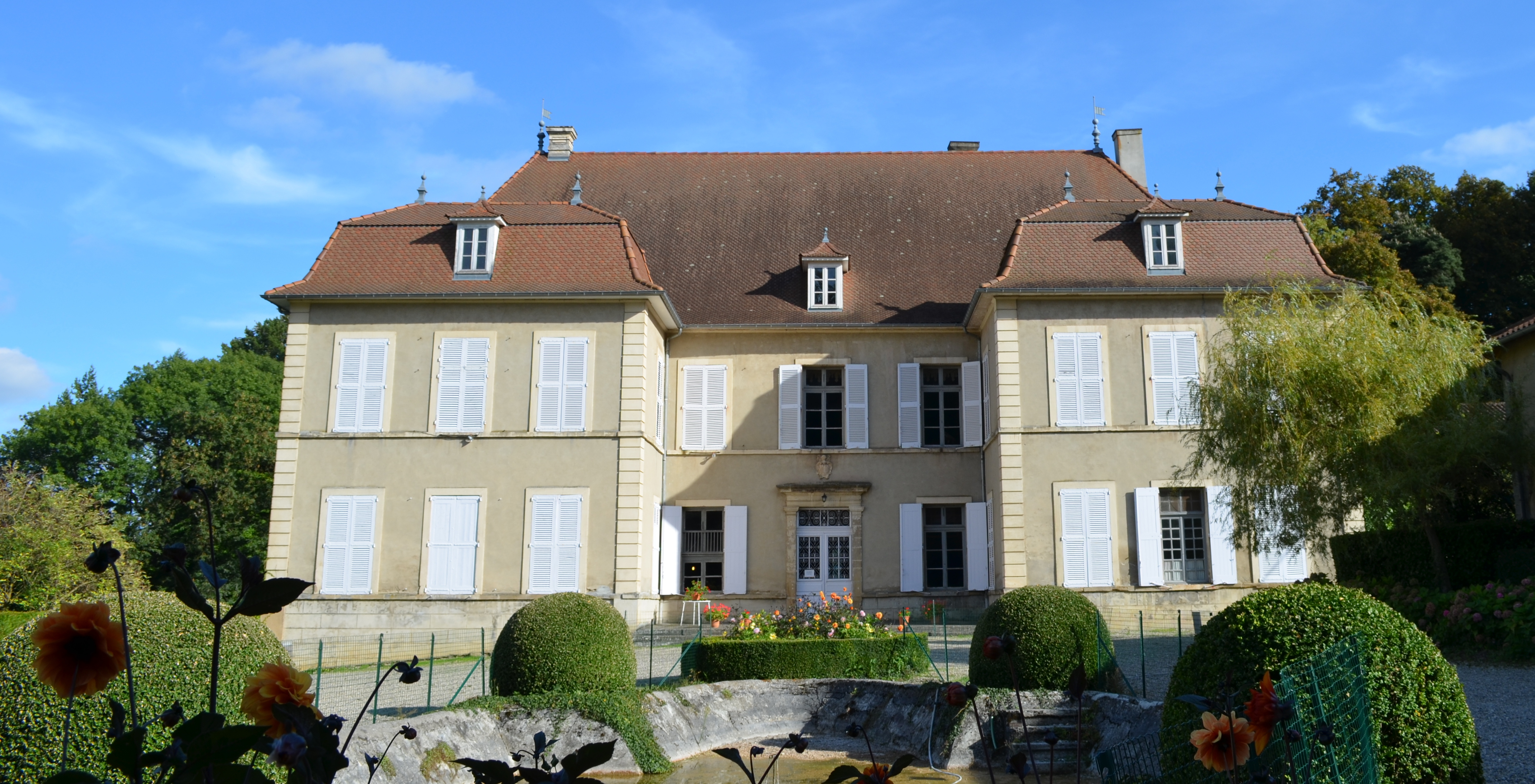
Château de Moidière
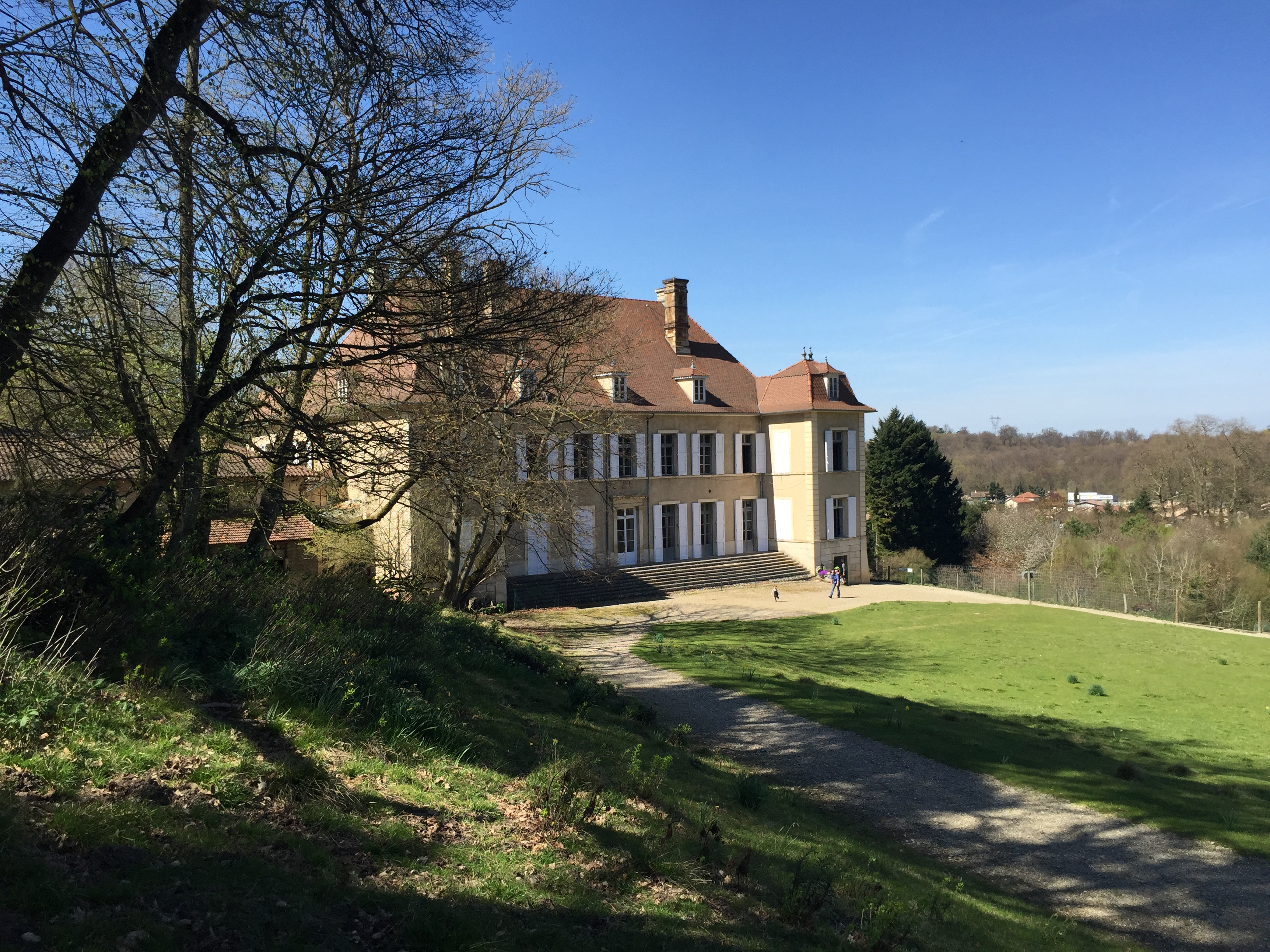
Château de Moidière
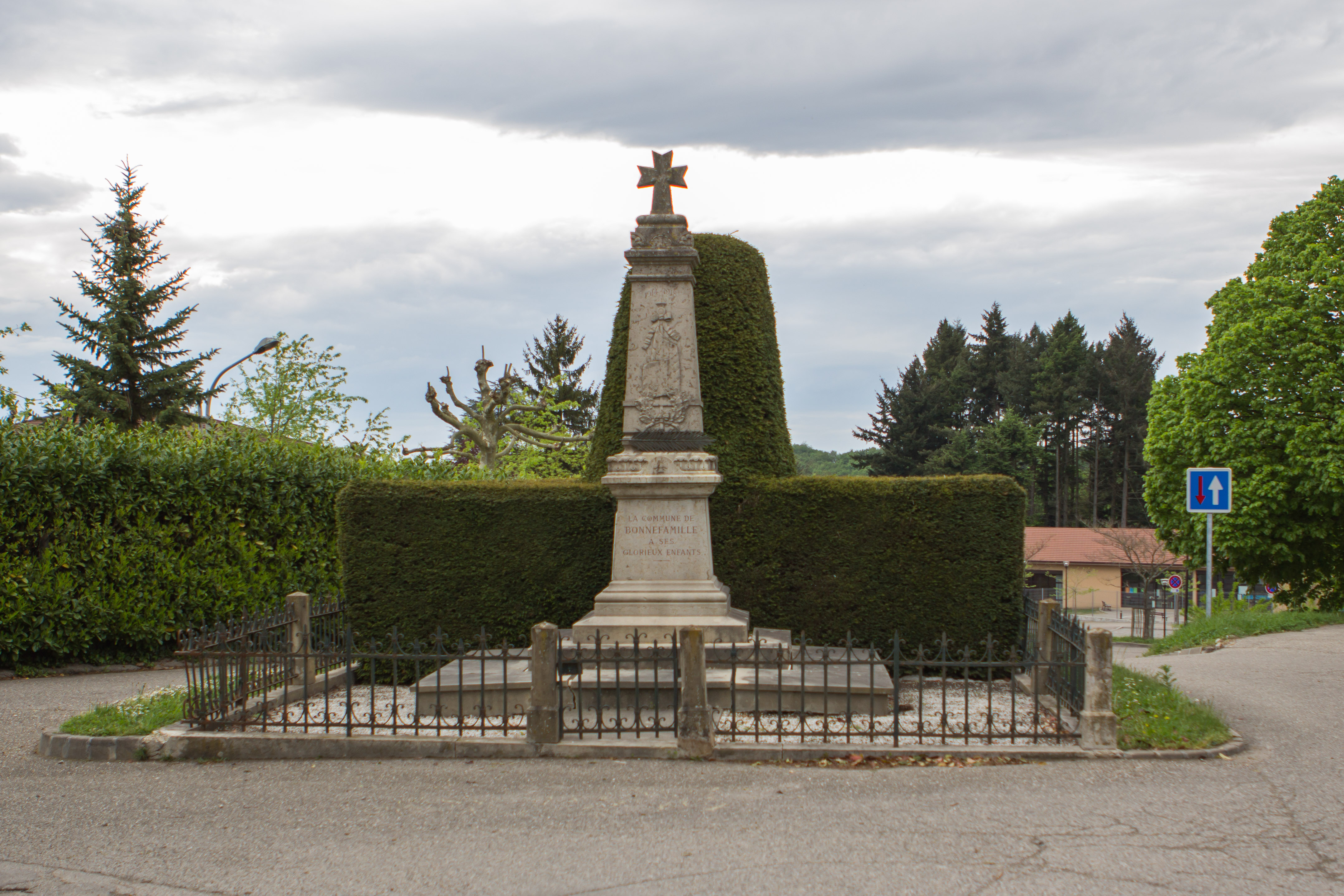
Monument aux morts
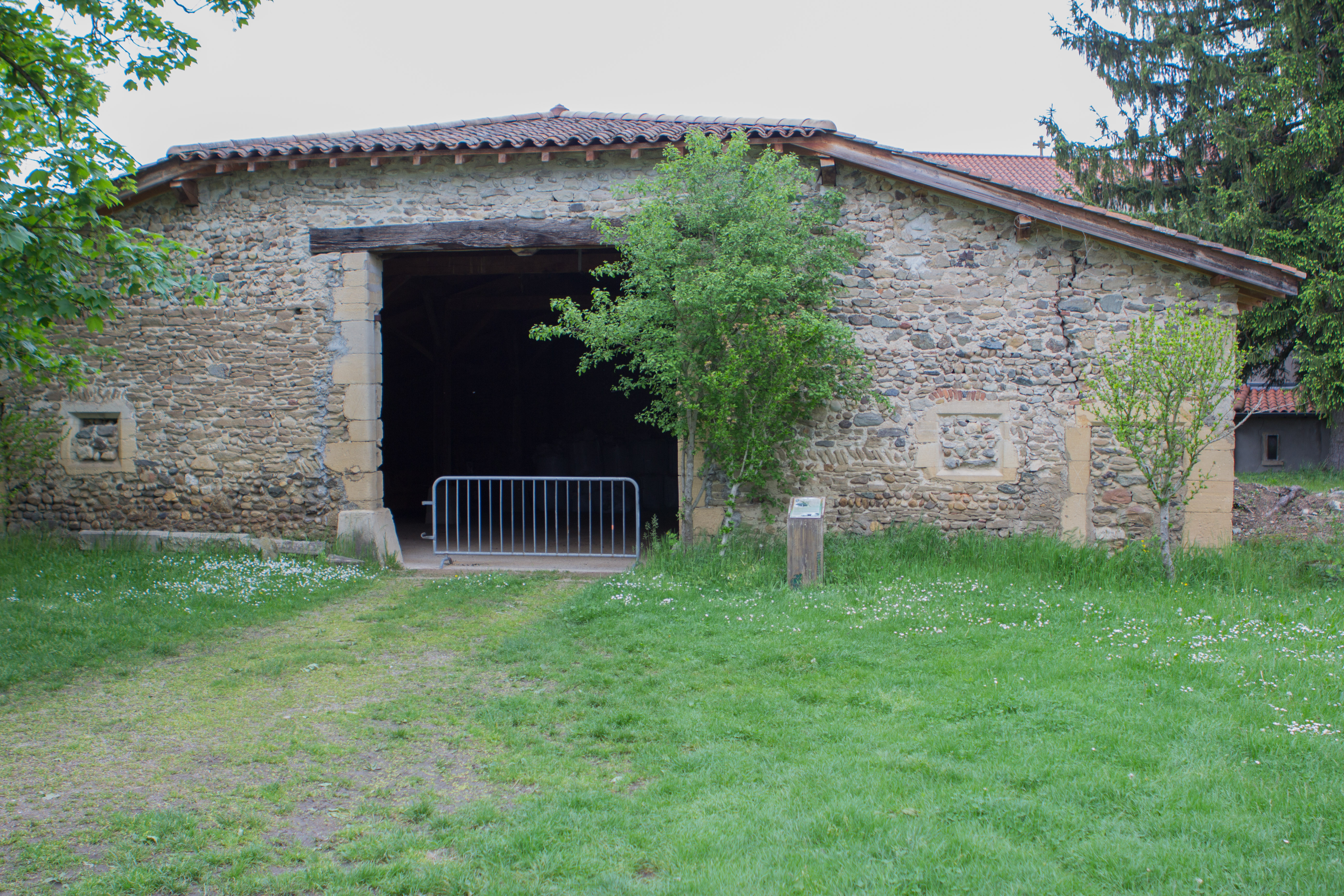
Grange cistercienne
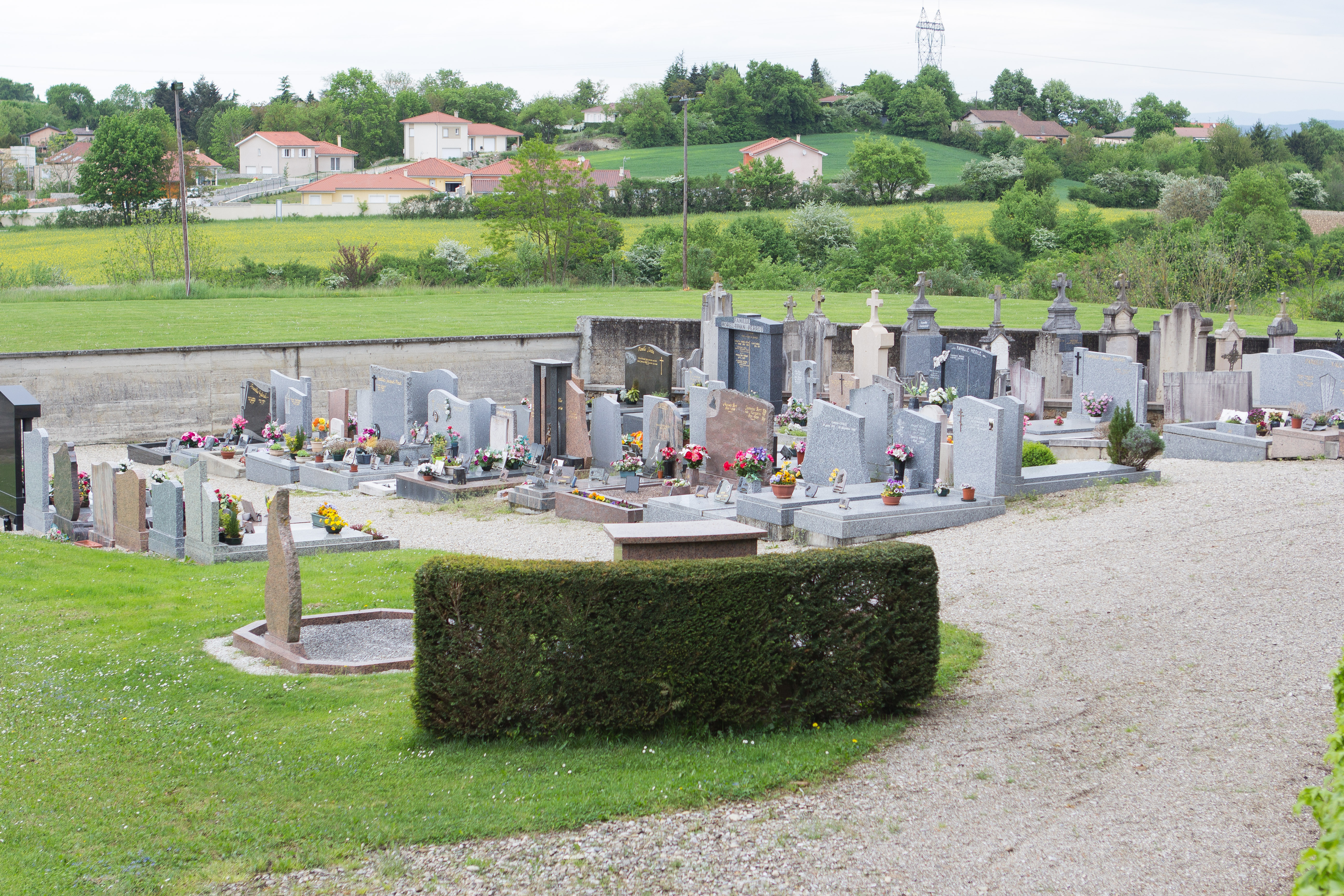
Cimetière communal
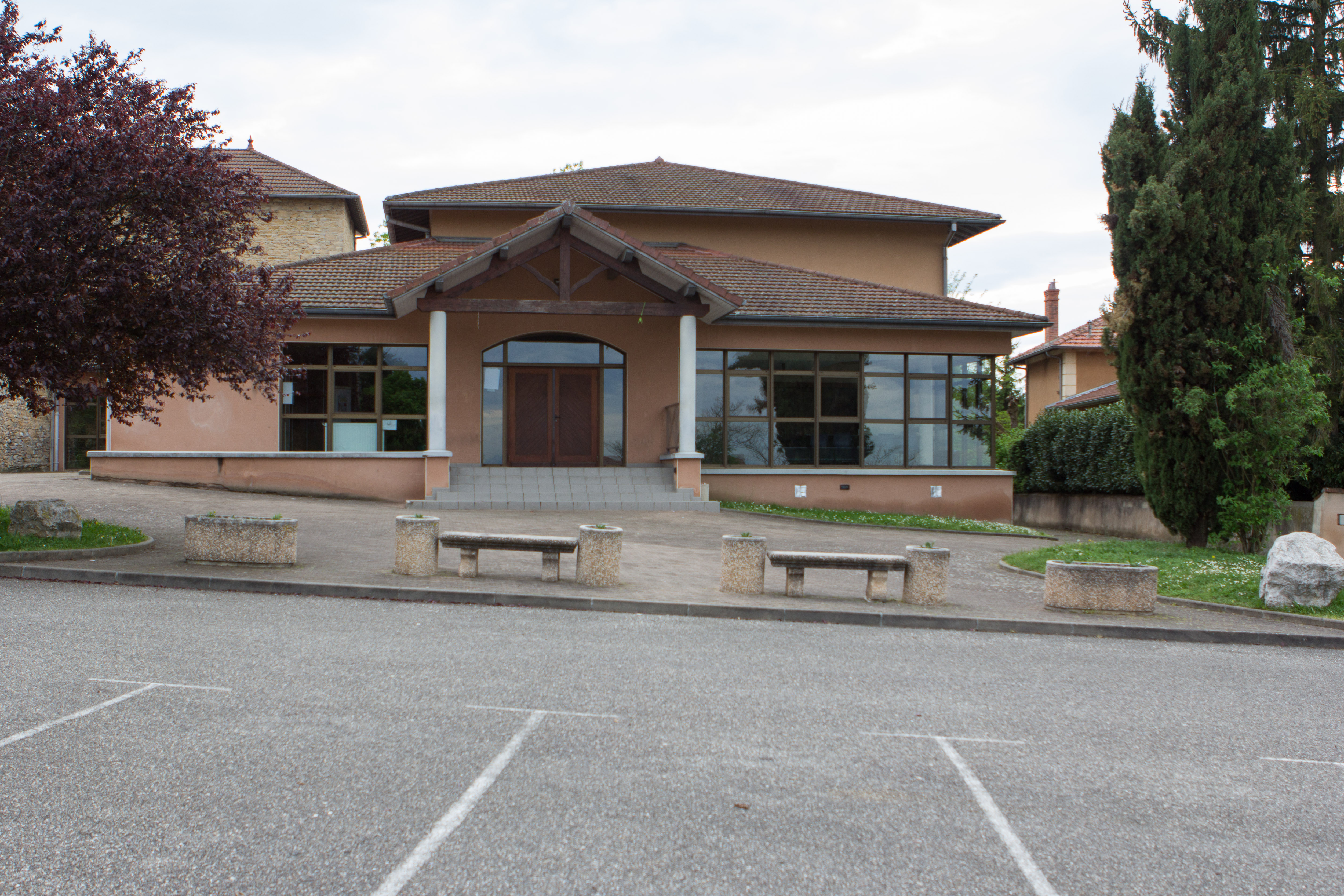
Salle communale

### Langue et traditions locales

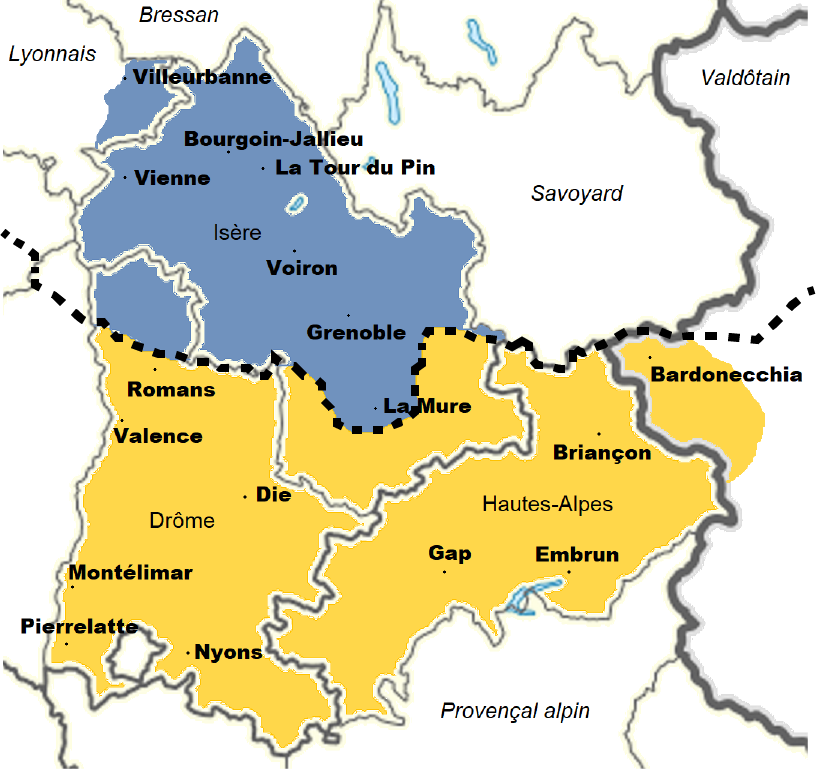
Carte linguistique du Dauphiné : Le dauphinois est un dialecte arpitan parlé dans le nord du Dauphiné.

#### Langue locale
Le territoire de la commune se situe dans la partie septentrionale du Dauphiné, au nord de Grenoble et donc le domaine linguistique des patois dauphinois, laquelle appartient au domaine des langues dites francoprovençales ou arpitanes au même titre que les patois  savoyards, vaudois, Valdôtains, bressans et foréziens. (voir carte).
Historiquement, l'idée du terme francoprovençal, attribué à cette langue régionale parlée dans le quart centre-est de la France, différent du français, dit langue d'oil et de l'occitan, dit langue d'oc, est l'œuvre du linguiste et patriote italien Graziadio Isaia Ascoli en 1873 qui en a identifié les caractéristiques.

### Patrimoine naturel
Le territoire de Bonnefamille abrite deux espaces naturels inventoriés en raison de leurs caractères remarquables.
- La ZNIEFF du « Vallon du Bivet » correspond à une zone humide autour de l'étang de la Fuly, partagée entre les communes de Bonnefamille et de Saint-Quentin-Fallavier. On peut y observer de nombreuses espèces animales tels que le héron cendré, la grenouille rousse, le faucon hobereau, ainsi que nombreuses espèces de libellules[58].
- La ZNIEFF du « plateau de la ferme Chavant » est située sur le territoire des communes de Bonnefamille, de Saint-Quentin-Fallavier et de Villefontaine et se présente sous la forme de petits boisements de Châtaignier et de chênes avec quelques mares et friches inondables qui abritent des batraciens tels que le pélodyte ponctué et le crapaud calamite[59].

### Héraldique et devise
| Armes de Bonnefamille | La commune de Bonnefamille porte : Écartelé : au premier d'or à la tour de sable ouverte et ajourée du champ, au deuxième d'argent au chêne arraché de sinople, au troisième d'argent à la libellule de sinople posée en pal, au quatrième d'or aux trois hirondelles contournées au naturel volant en barre et mal ordonnées ; à la croix estrée de sinople brochant sur la partition, la traverse chargée de trois edelweiss d'argent boutonnés d'or . |

La devise de Bonnefamille présentée sur le site officiel de la commune est « Ebona familia nascetur robur  » que l'on peut traduire par cette formule « D’une bonne famille naîtra la force ».